# Eddy Bosnar
Eddy Bosnar (født 29. april 1980) er en australsk fodboldspiller.